# Calcageria varians
Calcageria varians là một loài ruồi trong họ Tachinidae.